# Johann Preuß (Orgelbauer)

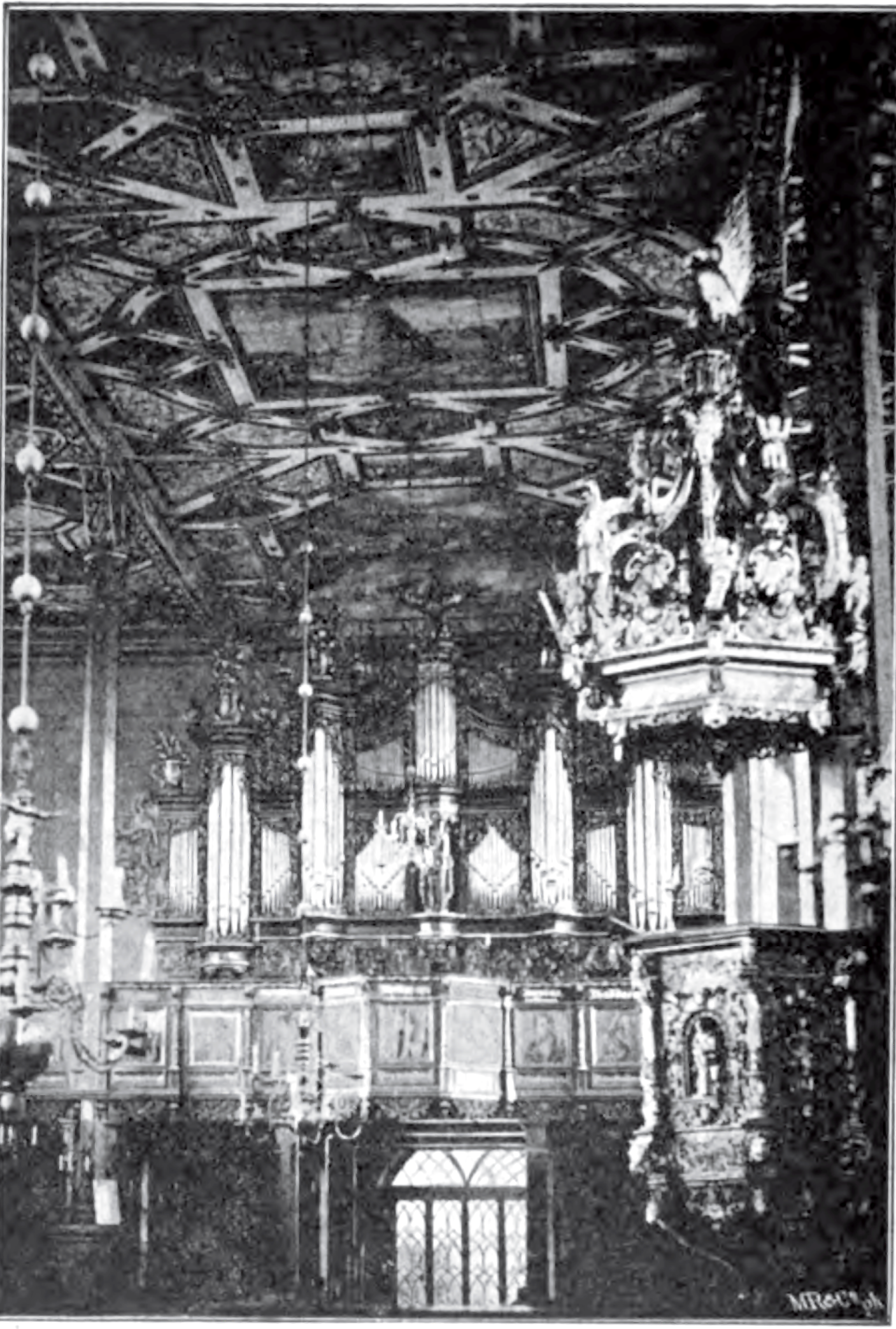
Preuß-Orgel in Insterburg

Johann Preuß (* 1722; † 1798) war ein deutscher Orgelbauer.

## Leben
Seine erste Ausbildung absolvierte er bei seinem Vater, ehe er unter dem Orgelbauer Adam Gottlob Casparini (1715–1788) tätig war. Seinen Lehrbrief erhielt er von diesem am 24. Januar 1742. Als Geselle war er mit Casparini am Umbau der Orgel im Königsberger Dom beteiligt. Später als Königsberger Meister in Ostpreußen und Litauen, tätig, wurde er als privilegierter Orgelbauermeister mit Niederlassungserlaubnis ab 1752 zum Konkurrenten seines ehemaligen Meisters und arbeitete an etwa 70 Orgeln, darunter über 30 Neubauten. Auch die Aufträge an der Königsberger Domorgel wurden ihm in den späteren Jahren übergeben. Sein Sohn Jacob Preuß setzte sein Werk bis etwa 1830 fort, u. a. vermutlich mit dem Vater 1782 in Königsberg-Löbenicht, da die unterschiedlichen Quellen nicht eindeutig zwischen beiden unterscheiden. Jacob unterzog sich 1795 einer eingehenden Prüfung, um die Nachfolge seines Meisters Christoph Wilhelm Braveleits (1752–1795) als Hoforgelbauer antreten zu können.

## Werkliste (Auswahl)
Von Johann Preuß sind 33 Orgelneubauten, 33 Reparaturen, 2 Umbauten, sowie 5 zugeschriebene und 2 unsichere Neubauten bekannt. Die größten Instrumente baute er für die Löbenichtsche Kirche in Königsberg (II/P, 40) und die Lutherkirche in Insterburg (II/P, 33). Nach heutigen Kenntnisstand waren wahrscheinlich alle übrigen Instrumente Positive ohne Pedal, bei den meisten sind die ursprünglichen Dispositionen nicht mehr bekannt.
Erhalten sind nur die Orgel aus Werden, heute im litauischen Kretinga, in einer erweiterten Form, sowie die Prospekte in Srokowo (Drengfurt) und Lidzbark (Heilsberg) in der Schlosskapelle, jeweils fettgedruckt.
Orgelneubauten
| Jahr      | Ort                      | Gebäude                    | Bild | Manuale | Register | Bemerkungen |
| --------- | ------------------------ | -------------------------- | ---- | ------- | -------- | --- |
| 1760      | Heilsberg (Lidzbark)     | Schlosskapelle             |      |         |          | Prospekt erhalten |
| 1762–1766 | Insterburg               | Lutherkirche (Stadtkirche) |      | II/P    | 33       | Umbauten von W. Sauer, nach 1945 zerstört                                                                                    |
| 1767      | Heiligenwalde            | Evangelische Kirche        |      |         |          | zerstört |
| 1768      | Schmoditten (Rjabinowka) | Evangelische Kirche        |      | I       | 9        | nach 1945 zerstört |
| 1769      | Drengfurth (Srokowo)     | Evangelische Kirche        |      | I       | 13       | Prospekt erhalten, 1882 Einbau eines Pedals durch Max Terletzki, 1897 Neubau durch W. Sauer (II/P, 18)                       |
| 1773/75   | Löwenstein (Lwowiec)     | Kirche                     |      |         |          | zerstört |
| 1782      | Königsberg-Löbenicht     | Löbenichtsche Kirche       |      | II/P    | 40       | 1935 Neubau durch Kemper, 1945 zerstört                                                                                      |
| 1785      | Kretinga                 | Lutherische Kirche         |      | I       | 8        | ursprünglich in Werden, 1827 nach Deutsch Krettingen, 1898 nach Kretinga, im 19./20. Jhd. Erweiterung auf II/P, 12, erhalten |
| 1793      | Tilsit (Sowjetsk)        | Reformierte Kirche         |      |         |          | nach 1945 zerstört |
| 1796      | Heiligenbeil (Mamonowo)  | Stadtkirche                |      |         |          | nach 1945 zerstört |